# Boross Dezső
Boross Dezső (Szerencs, 1938. december 3. – Budapest, 2009. július 18.) újságíró, műsorvezető.

## Életpályája
1965-ben végzett az ELTE Jogtudományi Karán. 1965-1968 között a VII. kerületi Tanács lakásügyi osztályának előadója volt. 1968-1970 között az Egyetemi Lapok munkatársa volt. 1970-1996 között a Népsport, illetve a Nemzeti Sport újságírója volt. 1971-ben elvégezte a MÚOSZ Újságíró Iskolát. 1982-ben fejezte be a Politikai Főiskola nemzetközi politika szakát. 1996-2001 között a Hekus Magazin főszerkesztőjeként dolgozott. 2001-től a Magyar ATV szerkesztő-műsorvezetője volt.

## Műsorai
- Délidőben
- Nagyvizit

## Művei
- A kínai külpolitika Mao Ce-tung három világ elméletének tükrében (1982)

## Díjai
- Magyar Köztársasági Ezüst Érdemkereszt (2007)